# Булл, Элеонора
Элеонор Булл (англ. Eleanor Bull; 1550—1596) — английская дама, современница Елизаветы I Тюдор, дальняя родственница Уильяма Сесила и кузина Бланш Парри — любимой и верной камеристки королевы. Имя Элеоноры Булл косвенным образом связано со смертью английского драматурга и поэта Кристофера Марло. Она содержала меблированные комнаты в Дептфорде, где при загадочных обстоятельствах был убит скандально известный драматург елизаветинских времен.

## Биография
Урожденная Элеонор Уитни родилась на западе Англии в графстве Херефордшир в семье Джеймса и Сибил Уитни. Ее родителям принадлежало имение, расположенное близ деревушки Клиффорд. По материнской линии Элеонор приходилась родственницей Бланш Перри, которой благоволила сама Елизавета I. Примечателен тот факт, что в 1589 году Элеонор получила от леди Перри наследство, размером в 100 фунтов стерлингов.
В 1571 году Элеонор вышла замуж за Ричарда Булла. Венчание состоялось в церкви Сент-Мэри-ле-Боу. Ее муж, вероятно, был сыном кораблестроителей. Он занимал должность пристава в дептфордском суде и работал клерком в гофмаршальской конторе. Умер в 1590 году. После смерти мужа леди Булл осталась жить на улице Дептфорд-стренд, которая сейчас является частью Лондона, а в елизаветинские времена находилась на территории современного Кента. Часть дома она сдавала под меблированные комнаты с полным пансионом. Среди ее постоянных клиентов числились руководители и инспекторы доков, экспортеры, купцы, участвующие в импорте товаров из России и балтийских портов. Умерла Элеонор Булл в марте 1596 году.

## Смерть Марло
Некоторое время бытовало мнение, что Кристофер Марло был убит в таверне в ходе ссоры с Инграмом Фризером. Свидетелями потасовки стали Николас Скирс и Роберт Пули, которых подозревали в шпионаже. Коронер, расследовавший убийство драматурга, описал дом Элеонор Булл, как таверну, хозяйка которой предоставляла комнаты весьма сомнительным личностям. И только в 1925 году профессору гарвардского университета Лесли Хотсону удалось пролить свет на события тех давних лет. Он выяснил, что свою смерть Кристофер Марло встретил в заведении уважаемой дептфордской вдовы, которое было вовсе не таверной, а пансионом. Дом Элеоноры Булл находился всего в семи километрах от поместья Скэдбари, где Марло гостил у Томаса Уолсингема сразу после того, как его обвинили в фальшивомонетничестве. Есть основания полагать, что смерть Кристофера Марло — следствие заговора, но была ли в него посвящена Элеонора Булл — неизвестно.